# 森井信好
森井 信好（もりい のぶよし、本名:同じ、1965年3月25日 - ）は、日本の元子役、タレント。

## 人物・略歴
1965年3月25日、東京都大田区に生まれる。1974年、9歳で劇団いろはに入団し、その後1975年9月に『ママとあそぼう!ピンポンパン』から生まれた少年アイドルグループ、ビッグ・マンモスのメンバーとなる。ゼッケン番号10番、ニックネームはノンノン。1978年3月に同番組を卒業するまで初代リーダーを務めた。テレビ、映画、CM等で活動したが、1982年に芸能界を引退。

## エピソード
- 幼少期に相撲道場に通っている際に取材を受け、稽古風景の写真がJapan Times発行の雑誌『Japan Illustrated』（1972年 Winter vol.10-No.1）の「SUMO for CHILDREN」（p.54-57）に掲載されている。

- ママとあそぼう!ピンポンパンを卒業した直後の1978年にファンクラブが発足した。会報が発行されたり、ファンクラブイベントとしてバスツアーが行われたりしていた。[3]

- 2019年7月13日（土）dues新宿で行われた、CD「ママとあそぼう！ピンポンパン ビッグ・マンモス SONG COLLECTION」の発売に伴う記念イベントに出演している。[4]

- 2025年4月29日（火）渋谷LOFT9で行われたイベント「昭和100年記念 昭和の日スペシャル」に出演している。映画監督の河崎実、俳優のひかる一平と共に登壇し、6月に公開の映画『還暦高校生』の情報や撮影秘話を語った。ひかる一平とは高校の同級生でありながら初共演であることや高校当時のエピソードなども語られた。[5]

## 出演

### テレビドラマ
- 風と雲と虹と（1976年、NHK）-公連 役
- 光る崖（1977年、TBS）-豊松英和 役[6]

### 子供向け番組
- ママとあそぼう!ピンポンパン(1975年9月 - 1978年3月、フジ）-ビッグ・マンモス初代リーダー

### バラエティ
- たまりまセブン大放送!（1977年 - 1978年、TBS）
- UFOセブン大冒険（1978年、TBS）
- マジカル7大冒険（1978年 - 1979年、TBS）
- 夕やけニャンニャン（1985年、フジ）-「君の名は」のコーナー出演
- ノンストップ!（2019年、フジ）-「タブロイド」のコーナー出演[7]

### ラジオ
- ランチタイム☆ガーデン（2019年7月10日、かずさエフエム）
- ランチタイム☆ガーデン（2019年12月27日、かずさエフエム）[8]
- ランチタイム☆ガーデン（2024年11月20日、かずさエフエム）[9]
- 黒川泰子のエレガントナイト（2025年7月14日、ラジオ日本）[10]
- 黒川泰子のエレガントナイト（2025年7月21日、ラジオ日本）[11]

### 映画
- ジャイアンツのこども野球教室（1977年、東映）-雄一（ゆうちゃん） 役[12]
- 還暦高校生（2025年、フリック）-森村先生 役[13][14]

### ＣＭ
- ロッテ「チョコレート」 共演 草刈正雄
- ロッテ「カプッチョ」
- ロッテ「カプッチョ ストロベリー」 共演 三原じゅん子
- ロッテ「カプッツェル」 共演 ゴールデン・ハーフ・スペシャル
- ロッテ「そーだガム」 共演 伊藤咲子

## 音楽

### レコード
- 辻佳紀/森井信好とワンパクセブン「宇宙よりのパンツマン/たまりまセブン」(1978年、TBS「たまりまセブン大放送!」主題歌)

## 書籍
- GO！GO！ビッグ・マンモス（1977年12月、フジプロダクション著、ひかりのくに発行）-メンバープロフィール、練習風景写真等掲載

## 主な雑誌特集
- 『Japan Illustrated』（Japan Times）
  - 1972年 Winter vol10-No.1：「SUMO for CHILDREN」p.54-57
- 『月刊平凡』（平凡出版社）
  - 1977年2月号：ちーこ・ノンノンのローラー・スケート対談 松本ちえこ・森井信好「パッと見た時からノンノンのファンなのヨ！」
  - 1977年6月号：希望対談 No.342  桜田淳子・森井信好「森井君、わたしの弟になってよ！」
  - 1977年10月号：「オレたち兄弟ブン！」アニキブン清水健太郎 オトウトブン森井信好
  - 1978年2月号：超ワイド・グラフ 新春ビッグ・スター顔合わせ大特集！「ほのぼの姉弟」桜田淳子・森井信好
  - 1978年8月号：希望対談No.356 榊原郁恵・森井信好「お姉さんって呼んでいい？ でも、ちょっぴりこわいゾ！」
- 『月刊明星』（集英社）
  - 1976年12月号：「オス！こいつ俺の弟ヨロシク-秀樹クンと森井クン（ノンノン）」西城秀樹・森井信好
- 『昭和40年男』（ヘリテージ）
  - 2019年 August vol.56：「荒海に生きるタメ年男」p.120-123